# Michael Nader
Michael Nader (* 19. Februar 1945 in St. Louis; † 23. August 2021 in San Francisco) war ein US-amerikanischer Schauspieler.

## Leben
Michael Nader wurde im Februar 1945 in St. Louis geboren, wuchs aber später in Kalifornien auf. Er war der Neffe des Schauspielers George Nader, der insbesondere durch die Rolle des Jerry Cotton populär wurde. Nach seinem Abschluss am Santa Monica College in Los Angeles wirkte Michael Nader seit Anfang der 1960er-Jahre in Nebenrolle in diversen Low-Budget-Produktionen mit, darunter mehrere der sogenannten „Beach Party“-Filme. Nach seinem Ausstieg aus der Seifenoper Jung und leidenschaftlich spielte er unter anderem in der Folge The Ugliest Dog in Hawaii der Serie Magnum mit. 
Seinen internationalen Durchbruch hatte Nader aber erst 1983, als Aaron Spelling ihn für die Erfolgsserie Denver-Clan (Originaltitel Dynasty) engagierte, wo er bis 1989 die Rolle des Farnsworth „Dex“ Dexter spielte. 1988 verpflichtete man ihn für die Jackie-Collins-Romanverfilmung Die Mafia Lady, und nach dem Ende von Denver-Clan war er in einer weiteren Verfilmung eines Romans von Joan Collins’ Schwester, Heißes Erbe Las Vegas, zu sehen. 
1991 stieg der Schauspieler mit der Rolle des Dimitri Marick in die US-Soap All My Children ein. 1999 verließ er die Serie, kehrte aber einige Monate später zurück. Eine Anzeige wegen Drogenhandels führte dazu, dass die Produzenten von All My Children ihn entließen und seine Rolle mit dem Schauspieler Anthony Addabbo besetzten. 2013 spielte Nader die Rolle in einem Remake von All My Children als Webserie erneut. Gastrollen hatte er in den 1990er- und 2000er-Jahren auch in Flash – Der Rote Blitz, Law & Order: Special Victims Unit und Cold Case – Kein Opfer ist je vergessen.
Nader verstarb im August 2021 im Alter von 76 Jahren an einer Krebserkrankung. Er hinterließ seine Ehefrau Jodi Lister und seine Tochter Lindsay.

## Filmografie (Auswahl)
- 1963: Beach Party
- 1964: Muscle Beach Party
- 1964: For Those Who Think Young
- 1964: Bikini Beach
- 1964: Pyjama-Party (Pajama Party)
- 1965: Beach Blanket Bingo
- 1965: Ski Party
- 1965: How to Stuff a Wild Bikini
- 1965: Sergeant Dead Head
- 1966: Drei auf einer Couch (Three on a Couch)
- 1966: Morgen holt euch der Teufel (Fireball 500)
- 1967: Die nackten Tatsachen (Don’t Make Waves)
- 1967: The Trip
- 1981: Magnum (Fernsehserie, Episode 1x08)
- 1983–1989: Der Denver-Clan (Dynasty, Fernsehserie, 152 Episoden)
- 1990: Flash – Der Rote Blitz (The Flash)
- 1991–2001, 2013: All My Children (Fernsehserie, 447 Episoden)
- 1992: L. A. Ripper (The Finishing Touch)
- 1996: Fled – Flucht nach Plan (Fled)
- 2002: Law & Order: Special Victims Unit (Fernsehserie, Episode 3x17)
- 2009: Cold Case – Kein Opfer ist je vergessen (Cold Case, Fernsehserie, Episode 7x01)